# Chullo

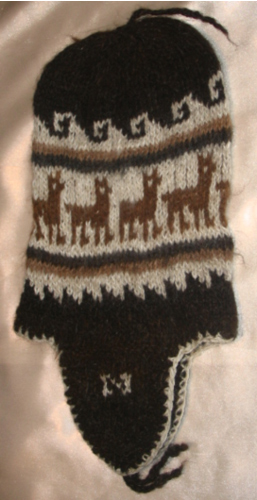
Chullo tejido en alpaca. Presenta el color natural de dicha lana pues la misma no se tiñe

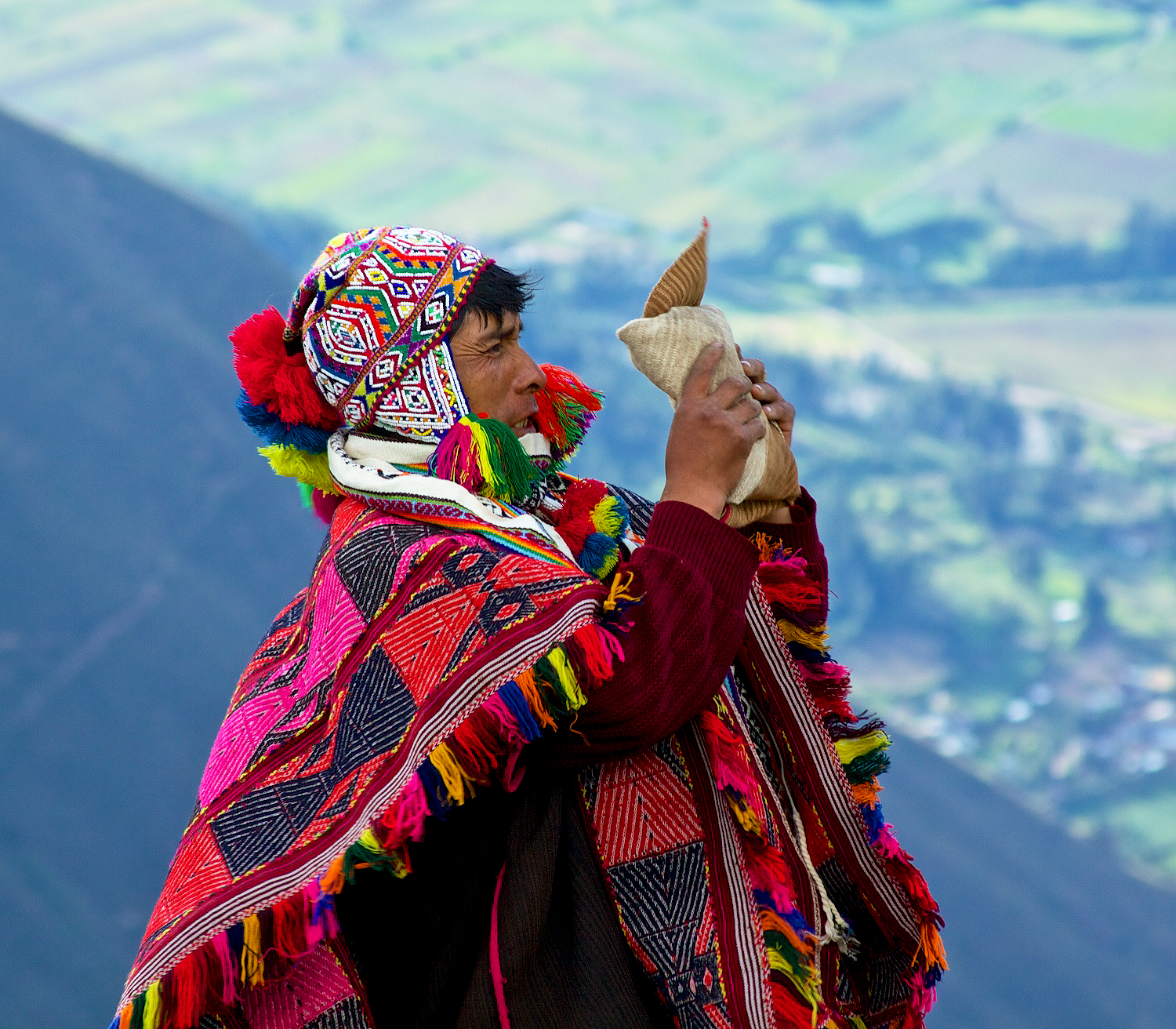
Curandero o "Paqos" de la Nación Q'ero usando chullo.

El chullo (en quechua: ch'ullu) es un gorro con orejeras tejido en lana de alpaca y otros animales y en combinación con fibras sintéticas. Adoptado en la región andina del Perú, Bolivia, Chile y Argentina sus  orígenes se remontan a la época medieval y principios del renacentismo en Europa, pero la gente de los Andes, lo siguen usando hasta la actualidad.
Los gorros o tocados, más allá de vestir y proteger la cabeza, son un símbolo de pueblos indígenas, donde se le usa para protegerse del inclemente frío de la puna. Según el historiador tacneño Arturo Jiménez Borja, el chullo andino tiene su origen en el birrete español y el mestizaje cultural le añadió orejeras, borlas, y diseño autóctono.
En su mayoría están hechos de lana de alpaca, los hay también de algodón, tela y lana simple. Los chullos se venden en las zonas turísticas de cada país y están hechos a mano por los artesanos de cada zona. La particularidad de este gorro, es que también sirve para cubrirse las orejas del frío y del viento. Con el tiempo el chullo ha adquirido su lugar en la moda, tanto en Perú como en Chile es común ver jóvenes y turistas portar uno sobre sus cabezas.

## Diseño
El chullo suele estar decorado con dibujos multicolores, pero esto es relativo según de donde provenga. Por ejemplo, el chullo de Perú se caracteriza por ser multicolor, sus orejas terminan en punta o redondas siendo una pieza aparte añadida a la parte superior. Además, de éstas cuelgan adornos hechos con lana de colores que le da un toque único. Generalmente está tejido con lana de alpaca con colores fuertes y claros. En el altiplano peruano en ocasiones el diseño, tamaño y color varían según la autoridad o escalón social de la persona que lo porte dentro de un pueblo. El chullo de Chile se caracteriza por ser de colores más oscuros o sobrios, mayormente negro, gris, blanco o café claro. A diferencia del chullo peruano éste no termina en punta en la cabeza, su parte superior es redonda tomando la forma de la cabeza y lleva un adorno de lana en la parte superior. Una de las diferencias más notables es que sus orejas solo terminan en punta y son parte de una sola pieza siendo tejido el gorro sin uniones. Este suele llevar pequeños adornos de lana en las puntas de las orejas y está hecho principalmente de lana de vicuña. Las versiones más masificadas del chullo son la peruana y chilena. Un dato curioso, el chullo tiene una similitud con el gorro Nepal o gorro Nepalí, que tiene la misma forma y posee orejas para el frío.